# Dysmachus bifurcus
Dysmachus bifurcus är en tvåvingeart som först beskrevs av Friedrich Hermann Loew 1848.  Dysmachus bifurcus ingår i släktet Dysmachus och familjen rovflugor. Inga underarter finns listade i Catalogue of Life.